# Glock 28

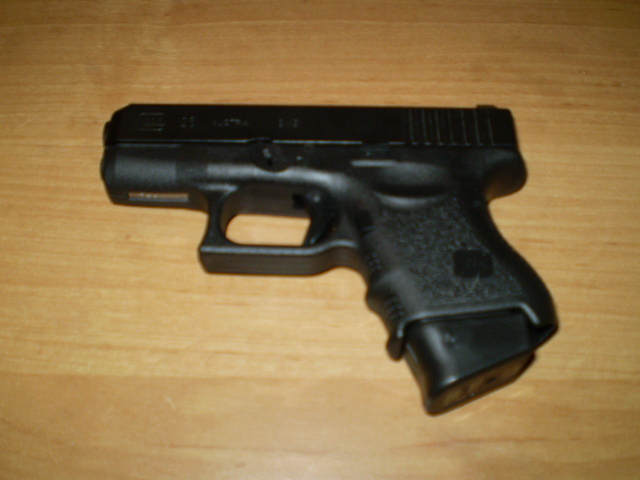
Le Glock 28 est identique au Glock 26 illustré ici mais tire des balles de .380 Auto.

Le Glock 28 est la version en 9 mm court du Glock 26 produit depuis 1996 pour les pays prohibant le 9 mm Parabellum sur leur marché civil de la défense personnelle.

## Identification
L'arme est de couleur noire mate. Le G28 possède des rayures de maintien placées à l'avant et à l'arrière de la crosse, un pontet rectangulaire se terminant en pointe sur sa partie basse et à l'avant, hausse et mire fixe. On trouve le marquage du modèle à l'avant gauche du canon. Les rainures sur la crosse ainsi que les différents rails en dessous du canon pour y positionner une lampe n'apparaissent que depuis la deuxième génération. Sur la quatrième génération, on note l'apparition d'un rail au standard « Picatinny » cranté sur toute la longueur et d'un bouton de déverrouillage du chargeur ambidextre.

## Technique
- Fonctionnement : Safe Action
- Munition : .380 ACP
- Longueur totale : 160 mm
- Longueur du canon : 88 mm
- Capacité du chargeur : 10/12 cartouches
- Masse de l'arme sans chargeur : 530 g
- Masse de l'arme avec un chargeur plein : 675 g

## Diffusion
De par son calibre, le G28 est courant en Amérique latine.